# Augochlorella persimilis
Augochlorella persimilis är en biart som först beskrevs av Henry Lorenz Viereck 1910.  Augochlorella persimilis ingår i släktet Augochlorella och familjen vägbin. Inga underarter finns listade.